# Natação nos Jogos Pan-Americanos de 2007 - 400 m medley feminino
O evento dos 400 m medley feminino nos Jogos Pan-Americanos de 2007 foi realizado no Rio de Janeiro, Brasil, com a final realizada em 17 de julho de 2007.

## Medalhistas
| Ouro   | USA Kathleen Hersey  |
| Prata  | USA Teresa Crippen   |
| Bronze | ARG Georgina Bardach |

## Recordes
| Recorde mundial       | Katie Hoff (USA)   | 4:32.89 | 01 de abril de 2007  | Melbourne |
| Recorde pan-americano | Joanne Malar (CAN) | 4:38.46 | 02 de agosto de 1999 | Winnipeg  |

## Resultados
| Posição | Nadadora                  | Preliminares | Preliminares | Final   |
| Posição | Nadadora                  | Tempo        | Posição      | Tempo   |
| ------- | ------------------------- | ------------ | ------------ | ------- |
| 1       | Kathleen Hersey (USA)     | 4:47.44      | 3            | 4:44.08 |
| 2       | Teresa Crippen (USA)      | 4:45.19      | 1            | 4:46.18 |
| 3       | Georgina Bardach (ARG)    | 4:49.95      | 5            | 4:47.45 |
| 4       | Joanna Maranhão (BRA)     | 4:46.04      | 2            | 4:47.54 |
| 5       | Stephanie Horner (CAN)    | 4:47.92      | 4            | 4:48.32 |
| 6       | Monika Stitski (CAN)      | 4:50.06      | 6            | 4:48.77 |
| 7       | Susana Escobar (MEX)      | 4:52.87      | 7            | 4:52.30 |
| 8       | Larissa Cieslak (BRA)     | 5:04.27      | 8            | 5:03.67 |
|         |                           |              |              |         |
| 9       | Prisciliana Escobar (MEX) | 5:06.65      |              |         |
| 10      | McKayla Lightbourn (BAH)  | 5:10.12      |              |         |
| 11      | Maria Fernanda Coy (GUA)  | 5:12.56      |              |         |
| 12      | Carla Fernández (CHI)     | 5:19.18      |              |         |
| 13      | Laura Lucía Paz (HON)     | 5:29.04      |              |         |